# Poesje mauw
Het liedje 'Poesje mauw' is een traditioneel Nederlands kinderliedje. Door de eenvoudige tekst is het voor peuters al snel mee te zingen.

## Oudste vindplaatsen van het liedje
Het liedboekje Moeder de Gans. Baker- en kinderrijmpjes, samengesteld door Marie Hildebrandt, rond 1915, bevat de incipit 'Poesje mauw, poesje mauw'. Het vervolg gaat echter anders dan het tegenwoordig bekende kinderliedje:
Poesje mauw, poesje mauw
In de kast staat kabeljauw;
Denk er aan, wie snoept krijgt straf,
Dus mijn poesje, blijf eraf!
De melodie van deze versie is onbekend (maar zou, gezien de regellengtes en lettergrepen, globaal overeen kunnen komen met of kunnen lijken op het huidige melodietje).
De Nederlandse Liederenbank van het Meertens Instituut bevat geen liedboekjes of oude handschriftencollecties die dit liedje bevatten. Mogelijk gaat het dus bij bovenstaande versie om een vrij onbekend liedje en is de huidige versie wellicht van vrij recente datum.

## Tekst
Volksliedjes kennen, door hun mondelinge overlevering, vaak (regionale en/of tijdgebonden) varianten in zowel tekst als melodie. De huidige tekst van het liedje gaat gewoonlijk als volgt.
Poesje mauw, kom eens gauw
ik heb lekk're melk voor jou.
En voor mij rijstebrij
o, wat heerlijk smullen wij.
Er zijn ook vervolgcoupletjes bekend, bijvoorbeeld:
Poes is ziek: reumathiek
dat zegt dokter Jantje.
Zware kou, stop hem gauw
in zijn warme mandje.
En bijvoorbeeld:
Hondje blaf, waf, waf, waf
blijf er eens van mijn lekkers af.
Deze koek is van mij
en voor jou is er ook wat bij.
Variant op de laatste zinnen: 'Kom eens hier, aardig dier / o, wat hebben we plezier'.

## Bij Dorus op schoot
Het liedje 'Poesje mauw' kreeg in november 1967 landelijke aandacht door het televisieprogramma Bij Dorus op schoot, waarin de komiek Tom Manders in de rol van Dorus jonge kinderen liet optreden. De tweejarige Corrina Konijnenburg zong tot grote hilariteit van het publiek, Manders én de kijkers thuis minutenlang "poesie mauw, poesie mauw, poesie mauw", omdat dit de enige regel was die ze kende. Het fragment is daarna nog dikwijls herhaald.